# Karl Albrecht (teológus)
Karl Albrecht, teljes neve: Carl Adolf Friedrich Nicolaus Albrecht (Bergen auf Rügen, 1859. február 21. – Oldenburg, 1929. december 21.) filológus, evangélikus teológus, orientalista.

## Élete
Carl Heinz Moritz Albrecht (1829–1891) hivatalvezető és Caroline Marie Catherine Kruger (1826-1868) fia volt. 1871 és 1879 közt Greifswald gimnáziumában tanult, ezután 1879 és 1885 közt teológiát, német, latin és héber filológiát hallgatott Greifswald, Rostock és Berlin egyetemein. Az 1879-1880. évi téli szemeszterben belépett a greifswaldi Burschenschaft Germania szövetségbe. 1885 és 1886 közt próbaidős tanár volt Pyritzben (ma: Pyrzyce, Lengyelország), majd 1886 és 1896 közt Wismarban a Große Stadtschule vezető tanára lett. Ő volt az egyik legelső tanár, aki óráiba a kortárs írókat is bevonta. 1890-ben a Göttingeni Egyetemen doktori fokozatot szerzett. 1895 és 1929 közt az oldenburgi Herbartgymnasium vezető tanára volt, ahol 1924-ig tanított.
1886-ban vette feleségül Helene Möllert (1864-1900), felesége halála után 1901-ben annak testvérével, Christine-vel (1862-1922 kötött házasságot.
Számos átfogó tanulmányt írt a héber nyelvről és irodalomról és a spanyol-zsidó költészetről. Németül megjelentette a Misna szövegét, írt Johann Georg Pfrangerről és Paul de Lagarde-ról is. Számos egyéb irodalomtorténeti cikket is írt.

## Munkái
- Register zur Zeitschrift für die alttestamentliche Wissenschaft I-XXV, 1881–1905
- Die Insel Rügen. Praktischer Führer nach und auf der Insel ( Grieben’s Reise-Bibliothek. 65. kötet)
- Die im Tahkemöni vorkommenden Angaben über Harizis Leben, Studien und Reisen, Göttingen, 1890
- Johann Georg Pfranger. Sein Leben und seine Werke, Wismar, 1894
- Halems und Schillers Wallenstein, Euphorion VI 1899 S. 290 ff.
- Paul de Lagarde, Berlin, 1901
- Studien zu den Dichtungen Abrahams ben Ezra, 1904
- Die neuhebräische Dichterschule der spanisch-arabischen Epoche, 1905
- Aus der Heimat – über die Heimat. Sammlung von Lesestücken für Schulen im Großherzogtum Oldenburg, Frankfurt a. M., 1908
- Der Literarisch-gesellige Verein zu Oldenburg 1890-1909, Oldenburg, 1909
- Neuhebräische Grammatik auf Grund der Mischna, Clavis linguarum semiticarum 5, Beck, München, 1913
- Die fünfte Pforte aus Mose ibn Ezras Buch der Tegnis
- Die Mischna, 4 kötet, 1913–1922
- Oldenburger Spaziergänge und Ausflüge, Oldenburg, 1924

## Fordítás
- Ez a szócikk részben vagy egészben  a   Karl Albrecht (Theologe) című német Wikipédia-szócikk ezen változatának fordításán alapul.  Az eredeti cikk szerkesztőit annak laptörténete sorolja fel. Ez a jelzés csupán a megfogalmazás eredetét és a szerzői jogokat jelzi, nem szolgál a cikkben szereplő információk forrásmegjelöléseként.